# The Sevens Stadium
The Sevens Stadium (en arabe : استاد ذا سيفنز), aussi typographié 7he Sevens, est un complexe sportif situé à Dubaï aux Émirats arabes unis, créé initialement pour accueillir des épreuves de rugby à sept.

## Localisation
Le complexe est situé à l'intersection de la route d'Al-Ain (E66) et de la route Jebel Ali-Lahbab (E77).

## Le complexe
Le stade fut développé en 2008 par l'entreprise Emirates avec l'aide du gouvernement de Dubai.
Le complexe inclut six stades de rugby / football, six terrains de cricket, quatre courts de tennis, un terrain de basket-ball.
Le stade principal dispose de 4000 places assises permanentes qui peut monter jusqu'à 50000 places à l'aide de structures temporaires.
Le complexe dispose d'un parking de 15000 places.

## Les événements
Le stade accueille depuis la saison 2008-2009 le Dubai Rugby Sevens, une étape des Sevens World Series, et depuis la saison 2012-2013 son équivalent féminin, étape des Women's Sevens World Series.
Le stade a également accueilli plusieurs concerts comme Rod Stewart en 2010, Duran Duran en 2012 ou Justin Bieber en 2013.